# Годс
Годс (англ. Gods Lake) — озеро в провинции Манитоба в Канаде. Расположено на востоке провинции. Одно из больших озёр Канады — площадь водной поверхности 1061 км², общая площадь — 1151 км², седьмое по величине озеро в провинции Манитоба. Высота над уровнем моря 178 метров, колебания уровня озера до 0,36 метра. Ледостав с ноября по июнь. Сток из озера в северном направлении через реку Годс, являющуюся правым притоком реки Хейс (бассейн Гудзонова залива). Населённые пункты на берегах озера — Годс-Ривер и Годс-Лейк.
Любительское рыболовство, специализация: судак, северная щука, ручьевая и озёрная форель. Ловится также жёлтый окунь, налим, озёрный сиг.

## История
Название реки, скорее всего, происходит от названия на языке кри — Manitou — «Великий Дух». Близ озера работала золотодобывающая компания, в 1942 году она прекратила свою деятельность, здания рудника сейчас используются как туристский лагерь. Торговая фактория Компании Гудзонова залива существовала здесь с 1880 года.